# Zmróżka sercówka
Zmróżka sercówka (Cryptocephalus cordiger) – gatunek z rzędu chrząszczy z rodziny stonkowatych (Chrysomelidae). Gatunek po raz pierwszy zgodnie z zasadami nazewnictwa binominalnego został opisany w 1758 roku przez Karola Linneusza w 10. edycji Systema Naturae.